# Fernando Barbiero
Fernando Barbiero (Pedivigliano, 15 ottobre 1923 – Livorno, 29 giugno 2006) è stato un politico e medico italiano.

## Biografia
Nato a Pedivigliano, nella provincia di Cosenza, si laureò in medicina all'Università di Modena specializzandosi in pneumologia: trasferitosi a Livorno nei primi anni cinquanta, fu assegnato al reparto di tisiologia del sanatorio di Villa Corridi. Dopo la chiusura del sanatorio nel 1968 e il trasferimento nel nuovo padiglione, ebbe l'incarico di primario di pneumologia mantenendolo fino al 1993.
Membro del Partito Socialista Italiano, fu per molti anni consigliere provinciale e nel 1975 venne eletto presidente della Provincia di Livorno. In seguito è stato per alcuni anni presidente della Toremar.
È morto agli Spedali Riuniti di Livorno all'età di ottantatré anni il 29 giugno 2006.